# Recensământul populației din 2024 (Republica Moldova)
Recensământul populației și al locuințelor din 2024 a fost un recensământ din Republica Moldova, care a avut loc în perioada 8 aprilie – 7 iulie.
Autoritățile separatiste autoproclamate din stânga Nistrului, care controlează cinci raioane estice a Republicii Moldova, au refuzat să garanteze accesul și să ofere garanții de securitate autorităților moldovenești pentru a realiza recensământul în regiunea respectivă.
Numărul populației cu reședință obișnuită la  8 aprilie 2024 (conform rezultatelor preliminare) a constituit 2 401,2 mii persoane. În comparație cu recensământul din 2014: numărul populației a scăzut cu 13,9%; ponderea populației urbane a crescut de la 38,5% până la 46,4%; aproape fiecare a 3-a persoană locuia în municipiul Chișinău, comparativ cu fiecare a 5-a persoană la recensământul din 2014.

## Mediul de reședință și sex
Din 2 401,2 mii persoane, 46,4% (sau 1 113,7 mii persoane) locuiau în mediul urban și 53,6% în mediul rural (1 287,5 mii persoane). Populația de sex feminin rămâne predominantă, în 2024, constituind 1 269,8 mii persoane sau 52,9% din total populație (comparativ cu 52,0% în 2014), iar populația masculină constituie 1 131.4 persoane sau 47,1% din populația țării (comparativ cu 48,0% la RPL 2014).

## Regiuni de dezvoltare
Analiza numărului populației pe regiuni de dezvoltare atestă o creștere a numărului populației în mun. Chișinău până la 719,7 mii persoane, cu 16,7% mai mult față de recensământul din 2014. În celelalte regiuni de dezvoltare, s-a înregistrat o diminuare a numărului populației în anul 2024 față de anul 2014. Cea mai mare scădere s-a înregistrat la Sud, unde populația în 2024 a constituit 306,1 mii persoane (cu 26,0% mai puțin decât în 2014). Populația la Nord a scăzut cu 23,4%, la Centru cu 21,3%, și în Găgăuzia cu 15,3%.

## Grupe de vârstă
Grupa de vârstă de 65 ani și peste a constituit 437,2 mii persoane, înregistrând o creștere în structura populației de la 11,3% în 2014 la 18,2% în 2024, astfel procesul de îmbătrânire a populației progresând. Ponderea populației cu vârsta de 0-14 ani a crescut cu 1,2 puncte procentuale, iar ponderea populației de 15-24 ani și 25-64 ani a scăzut cu 4,1 puncte procentuale fiecare față de 2014.

## Cetățenia și etnia
Din totalul populației, 99,1% au declarat că aveau cetățenia Republicii Moldova, din care 15,6% au declarat că dețin și cetățenia altui(altor) stat(e). La recensământul din 2014 99,5% din populație au declarat deținerea cetățeniei Republicii Moldova, inclusiv 5,6% care au declarat și deținerea cetățeniei altor state.
Din totalul populației care a declarat etnia, la recensământul din 2024, persoanele care s-au declarat moldoveni și români constituie respectiv 77,2% și 7,9%. Dintre minoritățile etnice, s-au declarat ucraineni 4,9%, găgăuzi 4,2%, ruși 3,2%, bulgari 1,6% și romi 0,4%. Se constată creșterea ponderii persoanelor care s-au declarat moldoveni (de la 75,3% la 77,2%), români (de la 6,7% la 7,9%) și romi (de la 0,3% la 0,4%). Celelalte etnii înregistrează o scădere a proporției în totalul populației. În profil teritorial, la nivel de regiuni de dezvoltare predomină persoanele care s-au declarat moldoveni (de la 87,8% în regiunea Centru la 72,9% în mun. Chișinău), cu excepția Găgăuziei, unde majoritatea (81,9%) s-au declarat găgăuzi. Ucrainenii și rușii constituie ponderi sporite la Nord (9,6% și, respectiv 3,5%) și mun. Chișinău (5,1% și, respectiv, 5,9%), iar bulgarii - la Sud (7,8%).

## Limba maternă
Din totalul celor care au declarat limba maternă în 2024, 49,2% au declarat ”limba moldovenească” ca limba maternă și 31,3% - limba română. Astfel, ponderea populației care a declarat limba română ca limbă maternă este în creștere cu 8,1 puncte procentuale, față de recensământul din 2014 (23,2%), iar a celor care au declarat ”limba moldovenească” - în scădere cu 7,8 puncte procentuale (56,9% în 2014). Dintre alte limbi declarate ca limbă maternă se remarcă limba rusă cu 11,1%, urmată de găgăuză cu 3,8%, ucraineană cu 2,9% și bulgară cu 1,2%.

## Religia
Majoritatea persoanelor s-au declarat ortodocși (95,0%). Dintre minoritățile confesionale mai reprezentative s-au declarat: baptiști (1,1%), martorii lui Iehova (0,7%), penticostali (0,5%), adventiști (0,3%). S-au declarat: atei 0,6% și fără religie 0,8%.